# Kala Namak

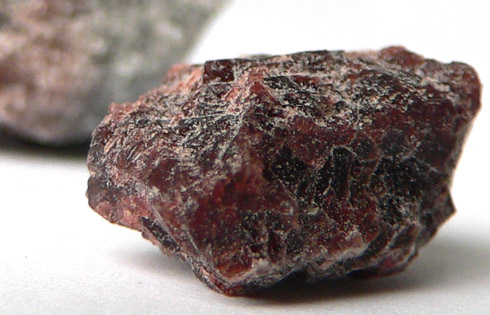
Ungemahlener Kristall: Deutlich sind die typischen Verunreinigungen zu erkennen

Kala Namak, auch Schwarzsalz oder Kala Nun, ist ein künstlich hergestelltes Würzmittel, das überwiegend aus Natriumchlorid besteht.
Das Salz hat einen schwefligen Geruch, der an gekochte Eier erinnert. Es hat einen bräunlich rosaroten bis dunkel-violett-transparenten Farbton im ganzen, gemahlen ist es violett bis rosa.

## Herstellung
Zur Erzeugung von Kala Namak wurde ursprünglich in der traditionellen Küche Steinsalz aus Pakistan mit Holzkohle als Reduktionsmittel sowie indischen Gewürzen, Kräutern und den Samen der Harad-Pflanze (Terminalia chebula) vermischt. Die Mischung wurde in einem geschlossenen Gefäß erhitzt und teilweise verflüssigt. Der Kohlenstoff in der Holzkohle führte zu einer Reduktions-Reaktion der im Salz enthaltenen Sulfate zu den geruchs- und geschmacksbildenden Sulfiden. Heute wird Kala Namak kommerziell kaum noch aus Steinsalz und Pflanzen hergestellt, sondern herkömmliches Natriumchlorid wird mit Natriumsulfat, Natriumhydrogensulfat und Eisen(III)-sulfat vermischt und mit Holzkohle reduziert.
Das Herkunftsland dieses Gewürzsalzes wird meist mit Indien angegeben, die Herstellung erfolgt aber überwiegend in Pakistan.

## Zusammensetzung
Kala Namak besteht vorwiegend aus Natriumchlorid und enthält geringe Mengen an Schwefelverbindungen wie Natriumsulfat, Eisensulfiden und Schwefelwasserstoff. Der salzige Geschmack beruht auf Natriumchlorid, die verschiedenen Schwefelverbindungen bringen den rauchigen, leicht bitteren Geschmack und einen markanten Geruch. Die dunkelviolette Farbe beruht auf der Anwesenheit von Eisensulfiden. Schwefelwasserstoff ist giftig für den Organismus, die im Kala Namak enthaltene Konzentration ist allerdings unbedeutend.

## Verwendung

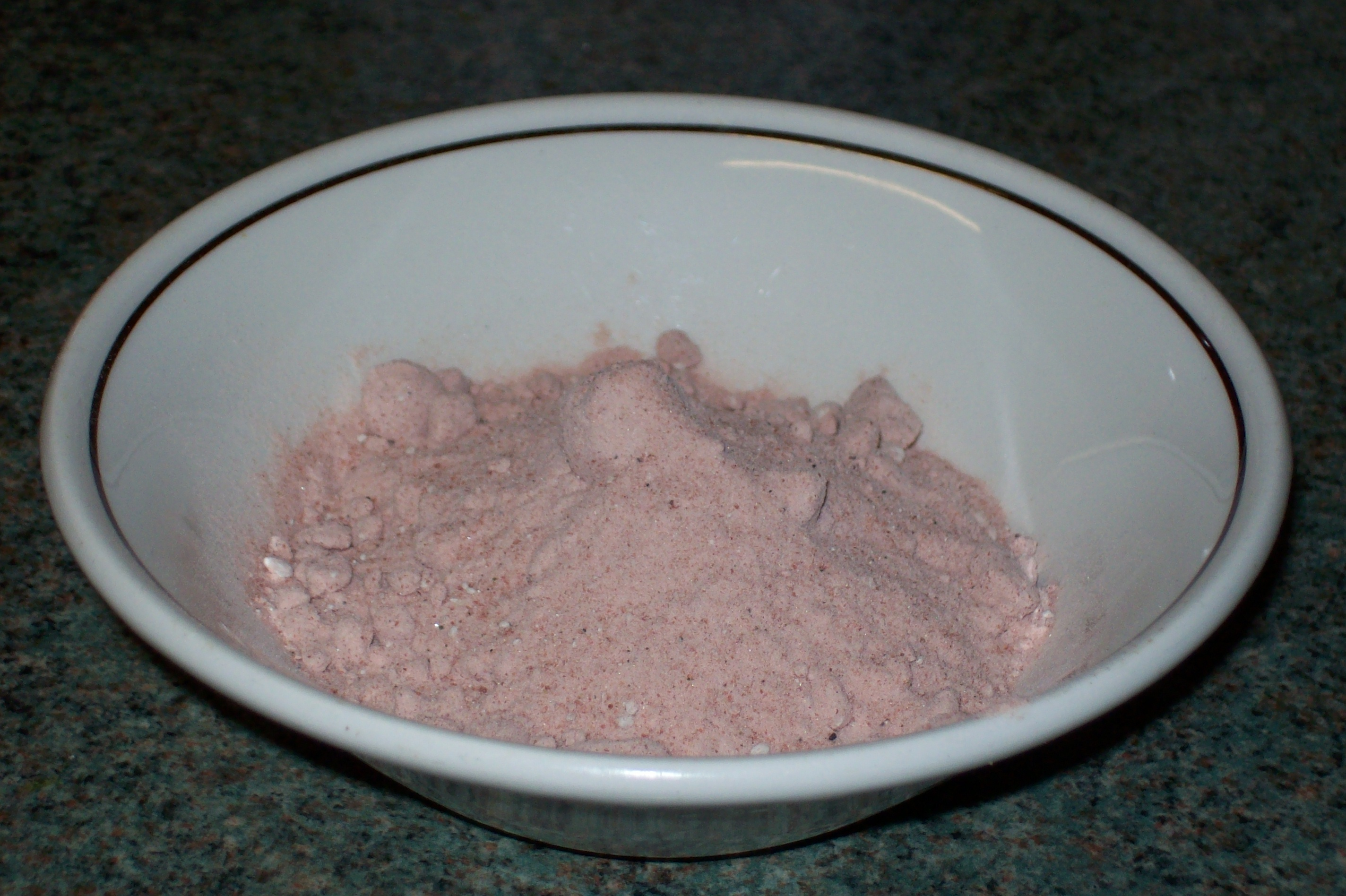
Puderfein gemahlen sieht das Schwarzsalz eher rosa aus

Kala Namak wird in der indischen Küche für Chat Masala verwendet. Speisen wie Chutneys, Raitas und alle Arten von Früchten werden mit diesem Salz gewürzt. In der ayurvedischen Küche und Medizin steht es als kühlendes Gewürz (Vata). Das Salz wird in der veganen Küche eingesetzt, um den Gerichten den Geschmack von Eiern zu verleihen; mit Tofu oder Avocado wird es als Eier-Ersatz verwendet. 
In der Ethnomedizin wird es in der Gegend von Jammu gegen den Kropf eingesetzt.